# Varangerfjorden

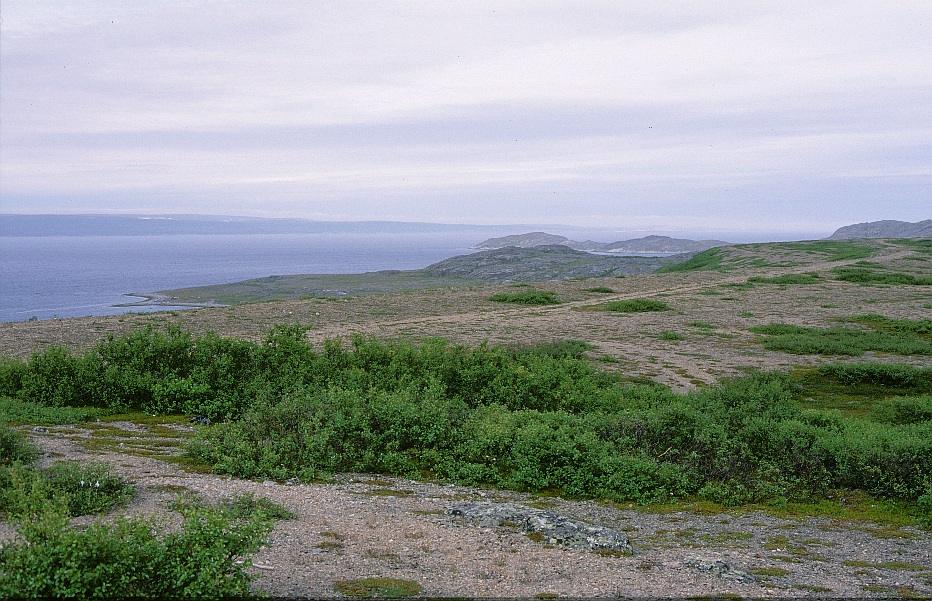
Varangerfjorden

Varangerfjorden, fjord i Finnmark fylke i Norge och landets östligaste fjord. Den är cirka 95 km lång. Vid mynningen mellan Vardø i norr och Grense Jakobselv i söder är fjorden cirka 70 km bred.
På nordsidan ligger Vardø och Vadsø kommuner, på sydsidan Sør-Varangers kommun och i den inre delen Nesseby kommun.
- Wikimedia Commons har media som rör Varangerfjorden.